# Edward S. Aarons
Pour les articles homonymes, voir Aarons.
Edward Sidney  Aarons, né le 11 septembre 1916 à Philadelphie, Pennsylvanie et mort le 16 juin 1975 à New Milford, Connecticut, est un écrivain américain de roman d’espionnage et de roman noir.

## Biographie
Afin de poursuivre ses études, il exerce plusieurs petits boulots comme journaliste ou pêcheur. Il obtient des diplômes en littérature et en histoire de l'université Columbia. Pendant la Seconde Guerre mondiale, il entre dans le corps du United States Coast Guard après l’attaque de Pearl Harbor en 1941. Il est démobilisé en 1945.
Il publie son premier roman Death in a Lighthouse en 1938, sous le pseudonyme de Edward Ronns. Sous ce nom, il publie 22 romans jusqu’en 1962. De 1947 à 1975, il publie 53 romans sous son vrai nom. Deux autres, Assigment-Afghan Dragon et Assigment-Unicorn, sont publiés à titre posthume en 1976. En 1950, il utilise le pseudonyme de Paul Ayres pour publier Dead Heat. L'ensemble de cette production aux récits classiques et aux personnages stéréotypés ne se démarquent pas de la production courante du roman noir américain.
Son nom reste attaché à la série de romans d’espionnage The Assignment… ou Sam Durell du nom du héros. Cet espion est membre de la section « K » de la C.I.A.. Son nom de code est « le Cajun » au vu de son accent. Dans ses 42 aventures, Sam Durell affronte tous ceux qui, à travers le monde (Europe de l’Est, Afrique, Extrême-Orient, monde arabe…), s’oppose à la politique américaine. Les romans de cette série sont de purs produits de la Guerre froide.
Après sa mort, son frère et exécuteur testamentaire, William B. Aarons, fait publier, entre 1976 et 1983, cinq autres romans de la série Sam Durell, écrits par le nègre Lawrence Hall.

## Œuvre

### Romans
Note : Des titres publiés aux États-Unis sous le nom d’Edward Ronns sont publiés en France sous le nom d’Edward S. Aarons et inversement.

#### SérieSam Durellsignée Edward S. Aarons
- Assignment-To Disaster (1955) Publié en français sous le titre Le Cyclope exorbité, Paris, Gallimard, coll. « Série noire » no 580, 1960
- Assignment-Treason (1956) Publié en français sous le titre À la muette, Paris, Gallimard, coll. « Série noire » no 586, 1960
- Assignment-Suicide (1956) Publié en français sous le titre Missile-stop, Paris, Gallimard, coll. « Série noire » no 861, 1964
- Assignment-Stella Marni (1957) Publié en français sous le titre Trois coups... et rideau, Paris, Presses de la Cité, coll. « Un mystère » no 399, 1958
- Assignment-Budapest (1957) Publié en français sous le titre Mission bouée, Paris, Gallimard, coll. « Série noire » no 997, 1965
- Assignment-Angelina (1958) Publié en français sous le titre Les Endormeurs, Paris, Gallimard, coll. « Série noire » no 911, 1965
- Assignment-Madeleine (1958) Publié en français sous le titre Ne coupez pas, Paris, Presses de la Cité, coll. « Un mystère » no 479, 1959
- Assignment-Carlotta Cortez (1959) Publié en français sous le titre On fait la bombe ?, Paris, Gallimard, coll. « Série noire » no 593, 1960
- Assignment-Helene (1959) Publié en français sous le titre Chausse-trape à Salangap, Paris, Gallimard, coll. « Série noire » no 613, 1960
- Assignment-Lili Lamaris (1959) Publié en français sous le titre Stupéfiant !, Paris, Gallimard, coll. « Série noire » no 599, 1960
- Assignment-Zoraya (1960) Publié en français sous le titre De burnous et d'épée, Paris, Gallimard, coll. « Série noire » no 604, 1960
- Assignment-Mara Tirana (1960) Publié en français sous le titre À quatre pattes dans les Carpathes, Paris, Gallimard, coll. « Série noire » no 884, 1964
- Assignment-Lowlands (1961) Publié en français sous le titre Tais-toi Cassandre !, Paris, Gallimard, coll. « Série noire » no 689, 1962
- Assignment-Burma Girl (1961) Publié en français sous le titre Les Frères de la Terre, Paris, Gallimard, coll. « Série noire » no 695, 1962
- Assignment-Ankara (1961) Publié en français sous le titre Bain turc, Paris, Gallimard, coll. « Série noire » no 733, 1962
- Assignment-Karachi (1962) Publié en français sous le titre Patakès au Pakistan, Paris, Gallimard, coll. « Série noire » no 805, 1963
- Assignment-Sorrento Siren (1962) Publié en français sous le titre Sur tous les tableaux, Paris, Gallimard, coll. « Série noire » no 831, 1964
- Assignment-Manchurian Doll (1963) Publié en français sous le titre Embrouilles mandchoues, Paris, Gallimard, coll. « Série noire » no 837, 1964
- Assignment-The Girl in the Gondola (1964) Publié en français sous le titre Tiens bon la rampe !, Paris, Gallimard, coll. « Série noire » no 898, 1965
- Assignment-Sulu Sea (1964) Publié en français sous le titre Quand rôdent les squales, Paris, Gallimard, coll. « Série noire » no 968, 1965
- Assignment-The Cairo Dancers (1965) Publié en français sous le titre Mission Travadja, Paris, Gallimard, coll. « Série noire » no 981, 1965
- Assignment-School for Spies (1966) Publié en français sous le titre Opération interdite, Paris, Gallimard, coll. « Série noire » no 1069, 1966
- Assignment-Cong Hai Kill (1966) Publié en français sous le titre Le Buvard enchanté, Paris, Gallimard, coll. « Série noire » no 1096, 1967
- Assignment-Palermo (1966) Publié en français sous le titre Opération Palerme, Paris, Gallimard, coll. « Série noire » no 1132, 1967
- Assignment-Black Viking (1967)[4] Publié en français sous le titre Opération frigo, Paris, Gallimard, coll. « Série noire » no 1168, 1967
- Assignment-Moon Girl (1967)
- Assignment-Nuclear Nude (1968)
- Assignment-Peking (1969)
- Assignment-White Rajah (1970) Publié en français sous le titre Opération Rajah blanc, Paris, Gallimard, coll. « Série noire » no 1387, 1970
- Assignment-Star Stealers (1970)
- Assignment-Tokyo (1971) Publié en français sous le titre Virus-Party, Paris, Gallimard, coll. « Série noire » no 1466, 1972
- Assignment-Golden Girl (1971) Publié en français sous le titre Mission locomotive, Paris, Gallimard, coll. « Série noire » no 1499, 1972
- Assignment-Bangkok (1972)
- Assignment-Maltese Maiden (1972) Publié en français sous le titre Mission casse-tête, Paris, Gallimard, coll. « Série noire » no 1605, 1973
- Assignment-Silver Scorpion (1973) Publié en français sous le titre Opération Scorpion, Paris, Gallimard, coll. « Série noire » no 1688, 1974
- Assignment-Ceylon (1973)
- Assignment-Amazon Queen (1974)
- Assignment-Sumatra (1974)
- Assignment-Quayle Question (1975)
- Assignment-Black Gold (1975)
- Assignment-Unicorn (1976)
- Assignment-Afghan Dragon (1976)

#### Autres romans
- Terror in the Town (1947) Publié en français et signé Edward Ronns sous le titre L'assassin n'aimait pas les vieilles filles, Paris, Éditions des Deux Mondes, coll. « La Main rouge » no 6, 1950
- No Place to Live (1947) Publié en français sous le titre Bonne nuit Jerry, Paris, Librairie des Champs-Élysées, coll. « Le Masque » no 1416, 1976
- Gift of Death (1948) Publié en français sous le titre La Chute de l'orme, Paris, Éditions Jean-Claude Lattès, 1975
- Nightmare (1948) Publié en français sous le titre La Blonde et le vétéran, Paris, Librairie des Champs-Élysées, coll. « Le Masque » no 1398, 1975
- The Art Studio Murders (1950) Publié en français sous le titre Peinture au couteau, Paris, Gallimard, coll. « Série noire » no 978, 1965
- Escape to Love (1952) Publié en français sous le titre Cœurs en cavale, Paris, Gallimard, coll. « Série noire » no 1177, 1968
- Come Back, My Love (1953)
- The Sinners (1953)
- Girl on the Run (1954)
- They All Ran Away (1955) Publié en français sous le titre Une ombre sur la ville, Paris, Librairie des Champs-Élysées, coll. « Le Masque » no 1425, 1976
- Point of Peril (1956)
- Saturday Night Killing[5] (1958) Publié en français sous le titre Une humeur massacrante, Paris, Presses de la Cité, coll. « Un mystère » no 453, 1959
- Hell to Eternity (1960)
- The Defenders (1961) Publié en français sous le titre Les Défenseurs, Bruxelles, Dupuis, coll. « Mi-Nuit » no 18, 1967

#### Romans signés Edward Ronns
- Death in a Lighthouse (1938)
- Murder Money (1938)
- The Corpse Hangs High (1939)
- Catspaw Ordeal (1950) Publié en français sous le titre Les morts peuvent attendre, Paris, Ferenczi & fils, coll. « Le Fantôme » no 11, 1954
- Million Dollar Murder (1950) Publié en français sous le titre Les Millions du crime, Paris, Ferenczi & fils, coll. « Le Fantôme » no 3, 1953
- State Department Murders (1950)
- Dark Memory (1950)
- The Decoy (1951) Publié en français et signé Edward S. Aarons sous le titre Le Têtard, Paris, coll. « Série noire » no 166, 1951
- I Can't Stop Running (1951) Publié en français et signé Edward S. Aarons sous le titre Une sacrée mélasse[6], Paris, Gallimard, coll. « Série noire » no 1700, 1975
- Don't Cry, Beloved (1952)
- Passage to Terror (1952)
- Dark Destiny (1953)
- The Net (1953) Publié en français et signé Edward S. Aarons sous le titre Les Mailles du filet, Paris, Librairie des Champs-Élysées, coll. « Le Masque » no 1301, 1979
- Say It with Murder (1954) Publié en français et signé Edward S. Aarons sous le titre La parole est au meurtre, Bruxelles, Dupuis, coll. « Mi-Nuit » no 26, 1968
- Death is My Shadow (1957) Publié en français et signé Edward S. Aarons sous le titre Attila de poche, Paris, Gallimard, coll. « Série noire » no 1065, 1966
- Pickup Alley (1957)
- Gang Rumble (1958)
- The Lady Takes a Flyer (1958)
- The Big Bedroom (1959)
- The Black Orchid (1959)
- But Not for Me (1959) Publié en français sous le titre La Vie à belles dents, Verviers, Gérard & Cie, coll. « Marabout » no 272, 1960
- The Glass Cage (1962)

#### Roman signé Paul Ayres
- Dead Heat (1950)

### Nouvelles

#### Signées Edward S. Aarons
- The Communicators (1958)
- The Makers of Destiny (1959)

#### Signées Edward Ronns

##### SérieBarney Forbes, P.I.
- Murder Out of Hand (1948)
- Death at Magic Lake (1949)
- Contract for Murder (1951)

##### Autres nouvelles signées Edward Ronns
- Death in Platinum (1938)
- Terrible Hands (1938)
- Double for Death (1938)
- Scissors Have Two Blades (1938)
- Homicide House (1938)
- The Crimson Capsule (1938)
- Holiday in Hell (1938)
- One Million Dollars-In Corpses ! (1938)
- Servant of the Devil (1938)
- Nothing But a Copper (1939)
- Child's Play (1939)
- She Waits for Death (1939)
- Quicksand (1939)
- Bullets for Madam (1939)
- Show Me the Way to the Morgue (1939)
- No Quarter for Killers (1939)
- There's a Slab in the Morgue (1939)
- Three Doors to Doom (1939)
- Border Traffic (1939)
- Death Is the Best Man (1939)
- House of Plunder (1939)
- Murder, More or Less (1939)
- One for the Money (1939)
- Killer's Carnival (1939)
- We've Got the Time (1940) Publié en français sous le titre Nous avons bien le temps, Paris, Fayard, Le Saint détective magazine no 25, mars 1957 ; réédition dans l'anthologie Sacrés Privés !, Paris, Presses Pocket, coll. « Le Livre noir du crime » no 11, 1991  (ISBN 2-266-04206-8)
- Murder Is My Middle Name (1940)
- Red Means Danger (1940)
- Killer at Large (1940)
- Corpse in the Cactus (1940)
- Death in Philadelphia (1940)
- The Faceless Corpse (1941)
- The Corpse That Came to Stay (1941)
- Hot Hideout (1941)
- Make Mine Murder (1941)
- The Purple Candlesticks (1941)
- The Fighting Cop (1941)
- Close the Door (1941)
- Crimson Headlines (1941)
- The Corpse Was Beautiful (1941)
- The Angel and the Totem Pole Murders (1941)
- Drop of Doom (1941)
- Homicide Up to the Hill (1941)
- Doom Offshore (1941)
- Case of the promiscuous Corpses (1941)
- Corpse in Caricature (1941)
- The Heel (1942)
- The Tourist Cabin Murders (1942)
- Too Many Crooks (1942)
- The House on the Hill (1942)
- The Last Corpse Will Have Red Lips (1942)
- Sometimes They Die (1942)
- Murder Buys a Hat (1942)
- Scarlet Her Lips, Scarlet My Hands (1942)
- The Ruby Chalice (1943)
- Two of a Kind (1943)
- Death in a Dory (1944)
- The Flaw (1944)
- There Shall Be No Morning (1944)
- This One Will Kill You (1944)
- Night of Fear (1944)
- No Mourner Shall Weep (1944)
- Deep and Dangerous (1944)
- Death on the Meter (1945)
- A Day’s Haul ( 1945)
- Don’t Worry About Me (1945)
- The Trap (1945)
- A Corpse for Carol (1945)
- Terror in the Town (1946)
- The Cod Killers (1946)
- Sunburst Murders (1946)
- Below the Belt (1947)
- Walk to My Funeral (1946)
- Highway to Murder (1947)
- Eyes in the Night (1947)
- Until You Hang (1947)
- Three-Way Split (1947)
- The Loot (1947)
- Night Blind (1947)
- The Dark Hour (1948)
- The Third Accident (1948)
- Snow in the Hills (1948)
- Woolsey’s Trip (1948)
- Haunt Me No More (1948)
- Blood in the Bargain (1949)
- The Cellar (1949)
- Wood-Rats Bite Deep (1949)
- Deep Waters (1949)
- Don’t Rush Me (1949)
- The Day I Die (1949)
- Losers Weepers (1950)
- Murder at Blue Harbor (1950)
- The Man with the Plastic Face (1950)
- Noose Around My Neck (1950)
- Fit to Kill (1950)
- Midnight Rendezvous (1951)
- The Clay Pigeons (1951)
- Keep It Quiet (1953)
- The Golden Bull (1954)
- Deadly Curves (1955)
- The Return (1958)

## Adaptation cinématographique
- 1961 : Dead to the World, film américain réalisé par Nicholas Webster (en), adaptation du roman State Department Murders, publié sous le pseudonyme Edward Ronns. Il s'agit du seul titre d’Aarons à avoir été adapté.

## Sources
- Jacques Baudou et Jean-Jacques Schleret, Le Vrai Visage du Masque, vol. 1, Paris, Futuropolis, 1984, 476 p. (OCLC 311506692), p. 21-23
- Claude Mesplède (dir.), Dictionnaire des littératures policières, vol. 1 : A - I, Nantes, Joseph K, coll. « Temps noir », 2007, 1054 p. (ISBN 978-2-910686-44-4, OCLC 315873251), p. 27-28.
- Claude Mesplède, Les années "Série noire" : bibliographie critique d'une collection policière, vol. 1 : 1945-1959, Amiens, Editions Encrage, coll. « Travaux » (no 13), 1992
- Claude Mesplède, Les années "Série noire" : bibliographie critique d'une collection policière, vol. 2 : 1959-1966, Amiens, Editions Encrage, coll. « Travaux » (no 17), 1992, 315 p. (ISBN 978-2-906389-43-4, OCLC 466468261)
- Claude Mesplède, Les années "Série noire" : bibliographie critique d'une collection policière, vol. 3 : 1966-1972, Amiens, Editions Encrage, coll. « Travaux / 22 », 1992 (ISBN 978-2-906389-53-3)
- Claude Mesplède, Les années "Série noire" bibliographie critique d'une collection policière, t. 4 : 1972-1982, Amiens, Encrage, coll. « Travaux » (no 25), 1992 (ISBN 978-2-906389-63-2)